# Dracaena

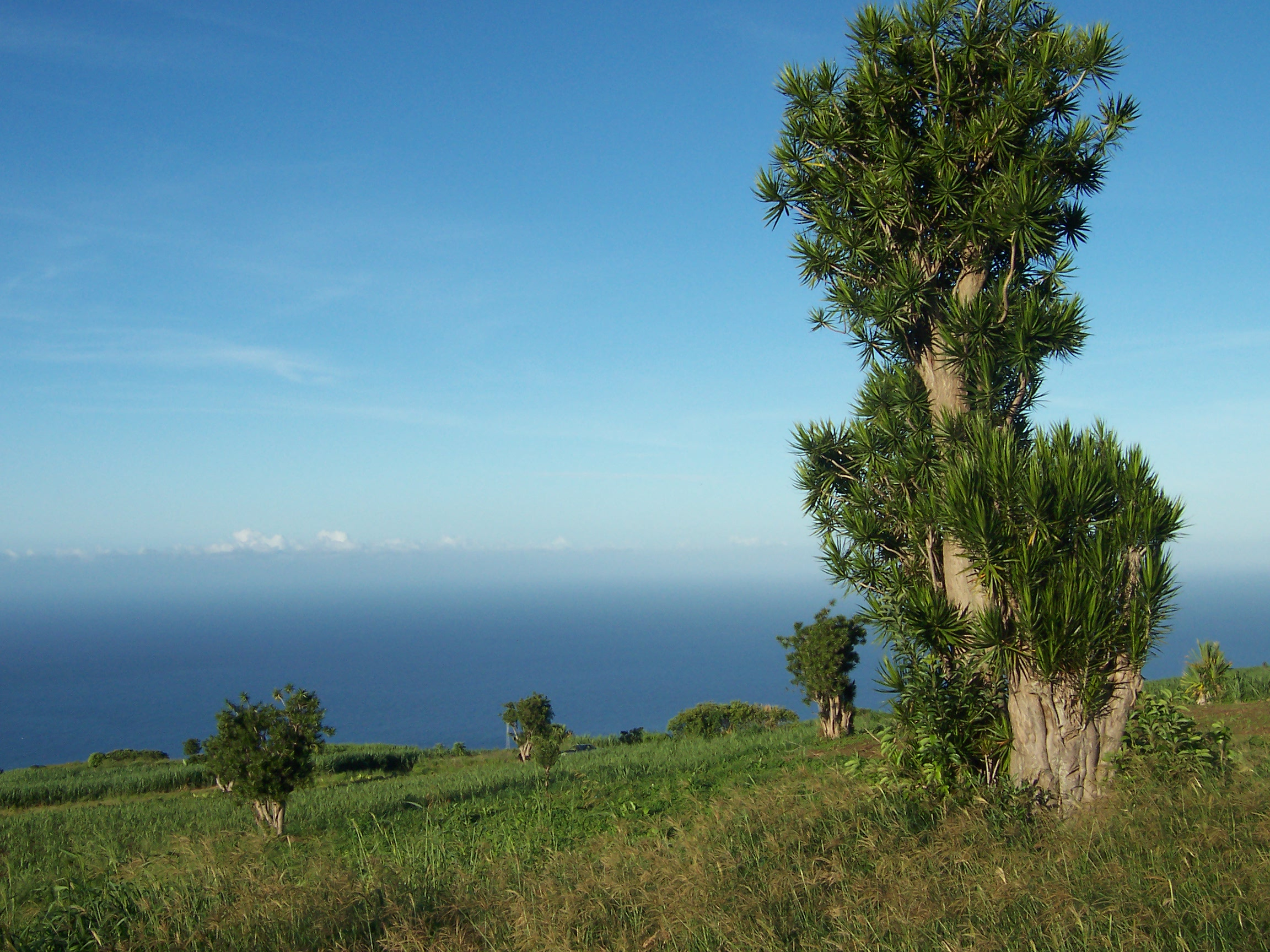
Dracaena reflexa.

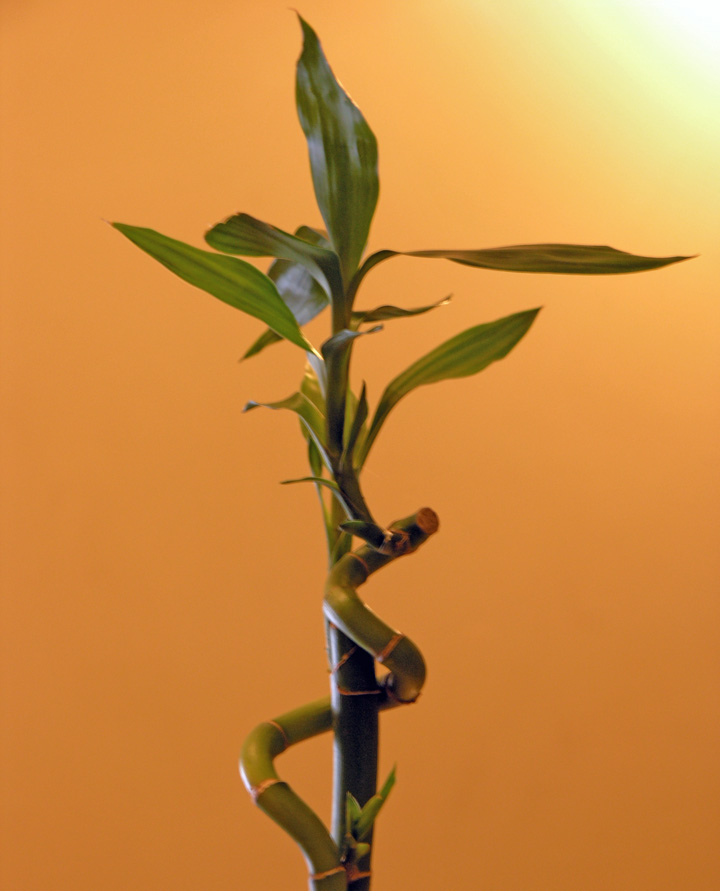
Bambú de la suerte, Dracaena sanderiana.

Dracaena Vand. ex L. es un género de plantas espermatofitas de la clase de las monocotiledóneas que incluye especies desde árboles a hierbas rizomatosas/estoloníferas. Se incluye en la familia Asparagaceae según el sistema de clasificación APG IV.
Existen 189 especies aceptadas de drácenas, distribuidas por las áreas tropicales y subtropicales del planeta, muchas de las cuales tienen un extenso uso como ornamentales.
Los géneros Sansevieria Thunb. y Pleomele Salisb., anteriormente segregados, se incluyen en el género Dracaena.

## Descripción
Las Dracaena tienen un meristema secundario engrosado en sus troncos. Este meristema secundario monocotiledóneo es bastante diferente al meristema engrosado de las plantas dicotiledóneas y es denominado engrosamiento dracaenoide por varios autores. Este carácter es compartido con otros miembros de las Agavaceae y de las Xanthorrhoeaceae, además de otras familias relacionadas.[cita requerida]

## Taxonomía
El género fue nominado por el naturalista italiano Domenico Vandelli y publicado por Carlos Linneo en Mantissa Plantarum en 1767. La especie tipo es Dracaena draco (L.) L.
Etimología

Aunque no se explica en la publicación original, la mayoría de las fuentes sostienen que el nombre genérico Dracaena proviene del griego δράκαινα (drakaina) = 'dragón hembra'. Esto aludiría a la savia resinosa conocida como sangre de dragón obtenida de algunas especies. Sin embargo, el británico Richard Pulteney indicó que el nombre provenía de Carolus Clusius, quien lo dedicó al corsario inglés Francis Drake.
Sinonimia
El género presenta los siguientes sinónimos:
- Acyntha Medik.
- Chrysodracon P.L.Lu & Morden
- Draco Crantz
- Drakaina Raf.
- Nemampsis Raf.
- Oedera Crantz
- Pleomele Salisb.
- Salmia Cav.
- Sanseverinia Petagna
- Sansevieria Thunb.
- Stoerkia Crantz
- Terminalis Medik.

## Especies
El género Dracaena posee una gran variación morfológica, categorizándose generalmente las especies en dos grupos principales: drácenas arborescentes o árboles dragón, y drácenas arbustivas.